# Vitor Castro
Vitor Castro da Costa, född 27 februari 1988 i Rio de Janeiro, är en brasiliansk före detta fotbollsspelare. Castro blev den 28 mars 2008 utlånad till den allsvenska fotbollsklubben Örebro SK den resterande delen av den allsvenska säsongen 2008.